# Сръбско археоложко дружество
Сръбското археоложко дружество е основано на 1 юли 1883 г. в Белград. Първи председател на дружеството е Михайло Валтрович, който е архитект по образование, първи професор по археология в Голямата школа (от 1881 г.) и уредник на Народния музей в Белград.

## Професионално–научни сбирки
- Нови пазар (1978)
- Княжевац (1980)
- Гръза (1981)
- Кладово (1982)
- Ниш (1983)
- Валево (1984)
- Бела църква (1985)
- Шабац (1986)
- Сомбор (1987)
- Нови пазар (1988)
- Кикинда (1989)
- Пожаревац (1990)
- Вършац (1991)
- Приеполе (1992)
- Александровац (1993)
- Сремски Карловци (1994)
- Пирот (1995)
- Призрен (1996)
- Сремска Митровица (1997)
- Суботица (1998)
- Белград (1999)
- Ковин (2000)
- Крушевац (2001)
- Белград (2002)
- Нови пазар (2003)
- Пожаревац (2004)
- Биелина (2005)
- Лесковац (2006)
- Белград (2007)
- Зайчар (2008)
- Зренянин (2009)
- Ниш (2010)
- Кралево (2011)
- Валево (2012)
- Нови Сад (2013)
- Крагуевац (2014)
- Пирот (2015)
- Вършац (2016)
- Белград (2017)
- Панчево (2018)
- Неготин (2019)

## Председатели
- Михайло Валтрович (1883 – 1911)
- Никола Вулич (1912 – 1930)
- Владимир Петкович (1931 – 1941)
- Ладислав Секереш (1969 – 1972)
- Бранко Гавела, Никола Тасич и Мария Баялович – Хаджи Пешич (1970 – 1980)
- Петар Петрович (1980 – 1984)
- Димитрие Мадас (1984 – 1988)
- Марко Попович (1988 – 1990)
- Милое Васич – младши (1990 – 1991)
- Марин Бръмболич (1991 – 1995)
- Борислав Йованович (1995 – 1999)
- Войслав Йованович (1999 – 2003)
- Джордже Янкович (2003 – 2007)
- Растко Васич (2007 – 2008)
- Душан Михаилович (2008 – 2011)
- Драгана Антонович (2011 – 2015)
- Адам Църнобърня (от 2015 г.)